# Еро с онога свијета (опера)
Еро с онога свијета (Ero s onoga svijeta) комична је опера у три чина Јакова Готовца, оп. 17, према народној причи спевао Милан Беговић.

## Либрето
Према народној причи спевао Милан Беговић.

## Праизведба
2. новембар 1935, Загреб (тада Краљевина Југославија) у Хрватском народном казалишту. У београдском Народном позоришту први пут је изведена 17. априла 1937.

## Ликови и улоге
- Марко, богати сељак, бас
- Дома, његова друга жена, мецосопран
- Ђула, Маркова кћи из првог брака, сопран
- Мића (Еро), момак из другог села, тенор
- Сима, млинар, баритон
- Чобанче, дечји сопран
- Један момак, тенор
- Хор - девојке (6 соло), жене (8 соло), момци, чобани, воћарице (4 соло), трговци (4 соло), деца и остали сеоски свет

## Место и време
Радња се збива у малој вароши, у рану јесен у време владавине османлијске Турске, „у време данашње као и оно од пре сто година“. Иако надимак главног лика Еро везује на Херцеговину с обзиром да је Еро колоквијални надимак за Херцеговца, инспирација за место радње је била варош Врлика у Далматинској загори где је рођен аутор либрета Милан Беговић.

## Оркестар
- 3 флауте (III и пиколо), 2 обое, енглески рог, 3 кларинета, 2 фагота (II и контрафагот)
- 4 F-хорне, 3 C-трубе, 3 тромбона, туба
- Тимпани, удараљке, харфа, пијанино
- I виолине, II виолине, виоле, виолончела, контрабаси
- На сцени: оргуље

## Историја
Рад на компоновању опере Готовац је започео 10. октобра 1932. године и радио је у три фазе до 8. маја 1935. Опера је праизведена 2. новембра 1935. у Хрватском народном казалишту (ХНК) у Загребу и остала до данас најизвођеније дело јужнословенске музичке литературе.
Праизведбом је дириговао сам Готовац и већ тада је осетио да је публика оперу добро примила, што су потврдиле и касније репризе. Ипак, у Јутарњем листу Лујо Шафранек Кавић је написао: "Опет је један хрватски композитор узалуд писао једну оперу". Насупрот томе, у Новостима је Милан Катић описао оперу суперлативима, а у београдској Правди Стражичић је хвалио оперу.
Прва следећа изведба Ере је била изван граница Југославије, у Брну (тада Чехословачка), на чешком језику 1936. године, а затим је изведена у Народном позоришту у Београду 17. априла 1937, док је своје следеће велико постављање доживела тек 27. фебруара 1948. у Српском народном позоришту у Новом Саду, гдје је отад постављана пет пута с 228 изведених представа (укључујући и најновију поставу у режији Егона Савина од 8. фебруара 2003. године).
Готовац и Беговић су музичку и текстуалну основу за ову оперу нашли у фолклору многих јужнословенских група, од далматинског фолклора (завршно коло) до косовских девојачких песама из Гњилана (уводни хор девојака Дуни ми, дуни, лађане).